# Gabrielle Thomas
Gabrielle Lisa „Gabby” Thomas (ur. 7 grudnia 1996 w Atlancie) – amerykańska lekkoatletka specjalizująca się w biegach sprinterskich.
26 czerwca 2021 Thomas pobiegła w finale biegu na 200 metrów podczas amerykańskich kwalifikacji do igrzysk olimpijskich w Tokio. Zwyciężyła, a osiągnięty przez nią czas (21,61) był wówczas drugim najlepszym w historii światowej lekkoatletyki.
W sierpniu tego samego roku sięgnęła po brąz igrzysk olimpijskich. Zwyciężczyni biegu finałowego, Elaine Thompson-Herah, pobiegła w czasie 21,53, spychając tym samym rekord życiowy Thomas na trzecie miejsce w tabeli wszech czasów. Kilka dni później Thomas weszła w skład amerykańskiej sztafety 4 × 100 metrów, która zdobyła olimpijskie srebro.
Dwa lata później została multimedalistką mistrzostw świata w Budapeszcie, zdobywając srebro w biegu na 200 metrów, a w biegu rozstawnym 4 × 100 metrów wywalczyła złoty medal.
Stawała na podium mistrzostw Stanów Zjednoczonych oraz reprezentowała swój kraj na World Athletics Relays.
Złota medalistka mistrzostw NCAA.
Ukończyła studia na Uniwersytecie Harvarda, zdobywając licencjat z neurobiologii. Jest w trakcie studiów magisterskich w dziedzinie epidemiologii na Uniwersytecie Teksańskim w Austin.

## Osiągnięcia
| Rok  | Impreza                | Miejsce   | Konkurencja             | Pozycja    | Wynik   |
| ---- | ---------------------- | --------- | ----------------------- | ---------- | ------- |
| 2019 | IAAF World Relays      | Jokohama  | sztafeta 4 × 200 metrów | –          | DQ      |
| 2021 | Igrzyska olimpijskie   | Tokio     | bieg na 200 metrów      | 3. miejsce | 21,87   |
| 2021 | Igrzyska olimpijskie   | Tokio     | sztafeta 4 × 100 metrów | 2. miejsce | 41,45   |
| 2023 | Mistrzostwa świata     | Budapeszt | bieg na 200 metrów      | 2. miejsce | 21,81   |
| 2023 | Mistrzostwa świata     | Budapeszt | sztafeta 4 × 100 metrów | 1. miejsce | 41,03   |
| 2024 | World Athletics Relays | Nassau    | sztafeta 4 × 100 metrów | 1. miejsce | 41,85   |
| 2024 | World Athletics Relays | Nassau    | sztafeta 4 × 400 metrów | 1. miejsce | 3:21,70 |
| 2024 | Igrzyska olimpijskie   | Paryż     | bieg na 200 metrów      | 1. miejsce | 21,83   |
| 2024 | Igrzyska olimpijskie   | Paryż     | sztafeta 4 × 100 metrów | 1. miejsce | 41,78   |
| 2024 | Igrzyska olimpijskie   | Paryż     | sztafeta 4 × 400 metrów | 1. miejsce | 3:15,27 |

## Rekordy życiowe
- bieg na 60 metrów (hala) – 7,21 (2021)
- bieg na 100 metrów – 11,00 (2021, 2022) / 10,80w (2022)
- bieg na 200 metrów – 21,60 (2023) 3. wynik w historii światowej lekkoatletyki
- bieg na 400 metrów – 49,14 (2025)

10 sierpnia 2024 w Paryżu amerykańska sztafeta 4 × 400 metrów z Thomas na trzeciej zmianie wynikiem 3:15,27 ustanowiła aktualny rekord Ameryki Północnej w tej konkurencji.